# الذريع (ذي السفال)

تعديل مصدري - تعديل

الذريع محلة تابعة لقرية المراغة، التابعة لعزلة العداني بمديرية ذي السفال إحدى مديريات محافظة إب في الجمهورية اليمنية، بلغ تعداد سكانها 43 حسب تعداد اليمن لعام 2004.